# Serafina Corrêa

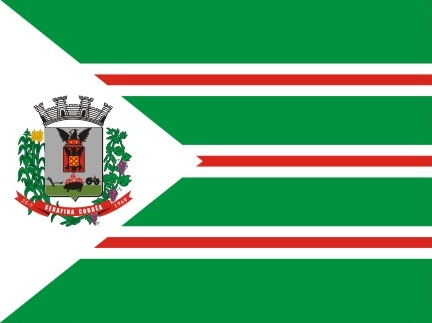
Bandera municipal de Serafina Corrêa.

Serafina Corrêa es un municipio brasileño del estado de Rio Grande do Sul.
Se encuentra ubicado a una latitud de 28º42'42" Sur y una longitud de 51º56'06" Oeste, estando a una altitud de 509 metros sobre el nivel del mar. Su población estimada para el año 2004 era de 12.144 habitantes.
Ocupa una superficie de 161,66 km².
- Datos: Q1757416
- Multimedia: Serafina Corrêa / Q1757416